# Enrique de Villena
Henryk de Villena (hiszp. Enrique de Villena, Enrique de Aragón), zwany El nigromántico (ur. 1384 w Iniesta, zm. 1434 w Madrycie) – kastylijski pisarz, tłumacz dzieł Dantego i Wergiliusza, wielki mistrz zakonu Calatrava w latach 1404–1407, tytularny markiz de Villena, pan Iniesty, spokrewniony z królami Kastylii i Aragonii.
Był synem Joanny Kastylijskiej – nieślubnej córki Henryka II – i Piotra, markiza de Villena, syna konetabla Kastylii. Jego ojciec zginął w bitwie pod Aljubarrota.
Pobierał nauki w Walencji i Barcelonie, na dworze aragońskim. Ożenił się z Marią de Albornoz, bogatą właścicielką ziemską. Małżeństwo to jednak trwało krótko, a to za sprawą króla Henryka III, chcącego unieważnić to małżeństwo i szukającego legalnego sposobu do realizacji tego celu. Takim sposobem okazało się wyjednanie dla Henryka urzędu wielkiego mistrza zakonu Calatravy. Formalnie związek został anulowany wtedy z powodu rzekomej impotencji Henryka. Po śmierci swojego protektora Henryk pozostał bez oparcia, a jednocześnie jego zainteresowania wzbudzały sprzeciw braci-rycerzy, w związku z czym konwent Calatravy zdjął go ze stanowiska, powołując na ten urząd Luisa Gonzáleza de Guzmána. Jednak aż do 1415 r. de Villena nie przyjmował tego faktu do wiadomości, co wiązało się z jednoczesnym funkcjonowaniu dwóch wielkich mistrzów, uważających się za prawowitych, legalnie wybranych zwierzchników zakonu.
W 1414 r. Henryk był obecny na koronacji Ferdynanda I Aragońskiego w Saragossie, a następnie przebywał w Walencji do 1417 r. W ostatnich latach swojego życia poświęcił się literaturze. Miał nieślubną córkę Izabelę urodzoną w 1430 r., późniejszą pisarkę i zakonnicę-klaryskę. Zmarł zrujnowany i osamotniony.
Był wybitnym erudytą. Pasjonował się astronomią, astrologią, alchemią, geometrią, arytmetyką, teologią i medycyną.
Do najsłynniejszych jego dzieł zalicza się (w nawiasie rok wydania):
- Dwanaście prac Herkulesa (1417)
- Traktat o trądzie (ok. 1422)
- Arte cisoria (1423) - traktat gastronomiczny o charakterze dydaktycznym i alegorycznym
- Arte de trovar (1433)
- Traktat o astrologii

Był autorem wielu innych utworów, z których część nie zachowało się do czasów współczesnych, jego prace zdobyły mu reputację heretyka i odszczepieńca, a nawet czarnoksiężnika. W związku z tym po jego śmierci Jan II Kastylijski polecił biskupowi Segowii Lope de Barrientosowi zniszczyć wszystkie książki znajdujące się w bibliotece w Villena.
Zajmował się również tłumaczeniami dzieł klasycznych, jak Boska komedia czy Eneida, jak i pism Cycerona.
Jego twórczość wywarła znaczący wpływ na rozwój prozy hiszpańskiej.